# Kama (hinduísmo)
Kama (sânscrito: काम, IAST: kāma) é o conceito de prazer, alegria e desejo no hinduísmo, budismo e jainismo. Pode se referir a "desejo, anseio" na literatura hindu, budista, jainista e sique, no entanto, o termo também se refere a qualquer prazer sensorial, atração emocional e prazer estético, como de artes, dança, música, pintura, escultura e natureza.
Na literatura contemporânea, kama é frequentemente usado para conotar desejo sexual e desejo emocional, mas o conceito antigo é mais expansivo e refere-se amplamente a qualquer desejo, paixão, prazer ou apreciação da arte e a beleza, a estética, a satisfação da vida, a afeição, o amor e a conexão, e o gozo do amor com ou sem conotações sexuais.
Kama é um dos quatro Purusharthas, que são os quatro objetivos da vida humana. É considerado um objetivo essencial e saudável da vida humana buscar Kama sem sacrificar os outros três Purusharthas: harma (vida virtuosa, ética e moral), Arta (necessidades materiais, segurança de renda, meios de vida) e Moksha (libertação, autorrealização).

## Definição no hinduísmo
Na literatura indiana contemporânea, kama é frequentemente usado para se referir ao desejo sexual. No entanto, refere-se de forma mais ampla a qualquer prazer sensorial, atração emocional e prazer estético, como das artes, dança, música, pintura, escultura e natureza.
Kama pode se referir a "desejo ou anseio".
O conceito de kama é encontrado em alguns dos primeiros versos conhecidos dos Vedas. Por exemplo, o Livro 10 do Rigueveda descreve a criação do universo do nada pelo grande calor. No hino 129 (RV 10.129.4) afirma:
कामस्तदग्रे समवर्तताधि मनसो रेतः परथमं यदासीत

सतो बन्धुमसति निरविन्दन हर्दि परतीष्याकवयो मनीषा

Depois disso surgiu o Desejo no início, Desejo a semente primordial e germe do Espírito,

Os sábios que buscaram com o pensamento do coração descobriram o parentesco do existente no inexistente.— Rig Veda ~ século XV a.C.
A Brihadaranyaka Upanishad, uma das mais antigas Upanixades do hinduísmo, utiliza o termo kama, também num sentido mais amplo, para se referir a qualquer desejo:
O homem consiste em desejo (kama),

Tal como o seu desejo é, assim é a sua determinação,

Tal como é a sua determinação, assim é a sua ação,

Seja qual for a sua ação, isso ele alcança.— Brihadaranyaka Upanishad, século VII a.C.
A literatura indiana antiga como as Épicas, que se seguiram às Upanixades, desenvolve e explica o conceito de kama juntamente com Arta e Dharma. O Maabárata, por exemplo, fornece uma das definições mais amplas de kama. O épico descreve kama como qualquer experiência (prazer) agradável e desejável gerada pela interação de um ou mais dos cinco sentidos com qualquer coisa associada a esse sentido, e enquanto estiver em harmonia com os outros objetivos da vida humana (darma, arta e moksha).
Kama é frequentemente usado para se referir a kamana (desejo, anseio ou apetite). Kama, entretanto, é mais que kamana. Kama inclui desejo, anseio, conexão emocional, amor, apreciação, prazer e alegria.
Vatsiáiana, o autor do Kamasutra, descreve kama como felicidade que é um manasa vyapara (fenômeno da mente). Assim como o Maabárata, o Kamasutra de Vatsiáiana define kama como qualquer prazer que um indivíduo experimenta no mundo, com um ou mais sentidos: audição, visão, paladar, olfato e sentimento, em harmonia com a mente e a alma.
Experimentar música harmoniosa é kama, assim como inspirar-se na beleza natural, apreciar a estética de uma obra de arte e admirar com alegria algo criado por outro ser humano.
O Kamasutra de Vatsyayana é muitas vezes mal interpretado como um livro apenas sobre relacionamentos sexuais e íntimos, mas foi escrito como um guia para a natureza do amor, da sexualidade, de encontrar um parceiro para a vida, de manter a vida amorosa e da realização emocional na vida. No seu discurso sobre kama, descreve muitas formas de arte, dança e música, juntamente com o sexo, como meios para o prazer e a alegria.
John Lochtefeld descreve kama como desejo, observando que muitas vezes se refere ao desejo sexual na literatura contemporânea, mas na literatura indiana antiga kāma inclui qualquer tipo de atração e prazer como aqueles derivados das artes.
Karl Potter descreve kama como uma atitude e capacidade. Uma garotinha que abraça seu ursinho de pelúcia com um sorriso está experimentando kama. Dois amantes abraçados experimentam kama. Durante essas experiências, a pessoa se sente mais completa, realizada e íntegra ao vivenciar essa conexão e proximidade. Isto, na perspectiva indiana, é kāma.
Hindery observa as descrições variadas e diversas de kama em antigos textos indianos. Alguns textos, como o épico Ramáiana, descrevem kama como o desejo de Rama por Sita — um desejo que transcende o físico e o conjugal em um amor que é espiritual, e algo que dá a Rama o sentido de sua vida, sua razão de viver. Sita e Rama frequentemente expressam sua falta de vontade e incapacidade de viver um sem o outro. Esta descrição romântica e espiritual de kama no Ramáiana por Valmiki é mais específica, observa Hindery e outros, do que as descrições mais amplas e inclusivas de kama, por exemplo nos códigos legais de smriti de Manu.
Gavin Flood descreve kama como experimentar o estado emocional positivo do amor, ao mesmo tempo que não sacrifica o próprio darma (comportamento virtuoso e ético), arta (necessidades materiais, segurança de renda) e a jornada em direção a moksha (liberação espiritual, autorrealização).

## Importância doKamano hinduísmo
No hinduísmo, kama é considerado como um dos quatro objetivos ou metas próprios e necessários da vida humana (purusharthas), sendo os outros Darma (vida virtuosa, adequada, moral), Arta (prosperidade material, segurança de renda, meios de vida) e Moksha (libertação e autoatualização).

### Precedência relativa entre arta e darma
A literatura indiana antiga enfatiza que o darma precede e é essencial. Se o darma for ignorado, arta e kama levarão ao caos social.
Vatsiáiana no Kama Sutra reconhece o valor relativo de três objetivos da seguinte forma: arta precede kama, enquanto darma precede tanto kama quanto artha. Vatsiáiana, no Capítulo 2 do Kama Sutra, apresenta uma série de objeções filosóficas argumentadas contra o kama e depois oferece suas respostas para refutar essas objeções. Por exemplo, uma objeção ao kama, reconhece Vatsiáiana, é a preocupação de que kāma seja um obstáculo à vida moral e ética, às atividades religiosas, ao trabalho árduo e à busca produtiva de prosperidade e riqueza. A busca pelo prazer, afirmam os objetores, incentiva os indivíduos a cometer atos injustos, trazendo angústia, descuido, leviandade e sofrimento mais tarde na vida. Essas objeções foram então respondidas por Vatsiáiana, com a declaração de que kama é tão necessário para os seres humanos quanto o alimento, e kama é holístico com darma e arta.

### Necessidade de existência
Assim como a boa alimentação é necessária para o bem-estar do corpo, o bom prazer é necessário para a existência saudável do ser humano, sugere Vatsiáiana. Uma vida desprovida de prazer e diversão – sexual, artística, de natureza – é oca e vazia. Assim como ninguém deveria parar de cultivar, embora todos saibam que existem rebanhos que tentarão comer a colheita à medida que ela cresce, da mesma forma que afirma Vatsiáiana, não se deve parar de buscar kama porque existem perigos. Kama deve ser seguido com reflexão, cuidado, cautela e entusiasmo, assim como a agricultura ou qualquer outra atividade na vida.
O Kama Sutra, em algumas partes do mundo, é presumido ou descrito como sinônimo de posições sexuais criativas; na realidade, apenas 20% do Kama Sutra trata de posições sexuais. A maior parte do livro, observa Jacob Levy, é sobre a teoria e filosofia do amor, o que desencadeia o desejo, o que o sustenta, como e quando é bom ou ruim. Kama Sutra apresenta Kama como um aspecto essencial e alegre da existência humana.

### Holística
Vatsiáiana afirma que kama deve coexistir com darma e arta, resultando em felicidade, e que deve ser evitado quando prejudica algum dos dois.
Um homem que pratica Darma, Arta e Kama desfruta de felicidade agora e no futuro. Qualquer ação que conduza à prática de Darma, Arta e Kama juntos, ou de quaisquer dois, ou mesmo de um deles, deve ser realizada. Mas uma ação que conduza à prática de uma delas em detrimento das duas restantes não deve ser"— Vatsiáiana, no Kama Sutra, capítulo 2
Na filosofia hindu, o prazer em geral, e o prazer sexual em particular, não é vergonhoso nem sujo. É necessário para a vida humana, essencial para o bem-estar de cada indivíduo e saudável quando praticado com a devida consideração do darma e do arta. Ao contrário dos preceitos de algumas religiões, o kama é celebrado no hinduísmo como um valor por si só. Juntamente com arta e darma, é um aspecto de uma vida holística. Todos os três purusharthas são igualmente e simultaneamente importantes.

### Estágios da vida
Alguns textos da literatura indiana antiga observam que a precedência relativa de arta, kama e darma é naturalmente diferente para diferentes pessoas e diferentes faixas etárias. Num bebê ou criança, a educação e o kāma (desejos artísticos) têm precedência; na juventude, kāma e arta têm precedência; enquanto na velhice o darma tem precedência.

### Divindade
Kama é deificado como Kamadeva e sua consorte Rati. A divindade Kama é comparável à divindade grega Eros – ambas desencadeiam a atração sexual humana e o desejo sensual. Kama monta um papagaio e a divindade está armada com arco e flechas para perfurar corações. O arco é feito de caule de cana-de-açúcar, a corda é uma linha de abelhas e as flechas têm cinco flores na ponta, representando cinco estados de amor movidos por emoções. As cinco flores nas flechas de Kama são flor de lótus (paixão), flor de ashoka (intoxicação com pensamentos sobre a outra pessoa), flor de manga (exaustão e vazio na ausência do outro), flor de jasmim (anseio pelo outro) e flor de lótus azul (paralisia com confusão e sentimentos). Estas cinco flechas também têm nomes, sendo que o último e mais perigoso deles é Sammohanam, paixão.
Kama também é conhecido como Ananga (literalmente “aquele sem corpo”) porque o desejo ataca sem forma, através de sentimentos de maneiras invisíveis. Os outros nomes para a divindade Kama incluem Madan (aquele que intoxica com amor), Manmatha (aquele que agita a mente), Pradyumna (aquele que tudo conquista) e Kushumesu (aquele cujas flechas são flores).

## No budismo
No Cânone Páli budista, Gautama Buda renunciou (em páli: nekkhamma) à sensualidade (kama) como caminho para a Iluminação. Alguns praticantes leigos budistas recitam diariamente os Cinco Preceitos, um compromisso de abster-se de "má conduta sexual" (kāmesu micchacara กาเมสุ มิจฺฉาจารา). Típico dos discursos do Cânone Pali, o Dhammika Sutta (Sn 2.14) inclui um correlato mais explícito a este preceito quando o Buda ordena a um seguidor que "observe o celibato ou pelo menos não faça sexo com a esposa de outra pessoa".